# Ancienne église de Nazareth à Berlin
L'Ancienne église de Nazareth (Alte Nazarethkirche) est une église luthérienne-protestante de Berlin située à la Leopoldplatz (Berlin-Wedding), construite par Karl Friedrich Schinkel entre 1832 et 1835.

## Historique
Les faubourgs de Berlin s'agrandissant au début du XIXe siècle, le roi Frédéric-Guillaume III donne la permission de faire bâtir quatre nouvelles églises pour les besoins spirituels de ces nouvelles populations. Les plans en sont confiés à Schinkel avec obligation de les construire à l'économie et rapidement.
L'église est consacrée le 5 juillet 1835 et reçoit son nom d'après Nazareth, le lieu de jeunesse de Jésus. L'édifice fort simple est de plan rectangulaire et de style néoroman italien, caractérisé par ses ouvertures en demi-cercle. Une rosace sur la façade éclaire les tribunes (aujourd'hui disparues) de l'intérieur.
L'architecte Stüler reçoit la mission ensuite (comme à l'église Saint-Jean) de construire une maison paroissiale, un clocher et une entrée en arcades donnant sur le parvis, mais les projets sont abandonnés. Elle est toutefois remaniée en 1878. Une seconde église, la nouvelle église de Nazareth, est construite à proximité en style néogothique en 1893, car la communauté est devenue plus importante et la première église trop petite.
L'église n'est donc plus dès lors utilisée pour les cultes, mais sert pour des réunions catéchétiques ou diaconales. Un étage supplémentaire divise l'intérieur de la nef en 1906 en haut des tribunes et des fenêtres inférieures sont ouvertes de côté. Une entrée de plus est ouverte à l'abside. Une crèche est installée au rez-de-chaussée dans les années 1970 et de 1977 à 1980 l'intérieur supérieur est restauré. Cet espace est dénommé la Schinkelsaal (salle Schinkel). Elle est de nouveau utilisée pour le culte depuis quelques années.

## Autres églises de faubourgs construites par Schinkel
- Église Sainte-Élisabeth (Invalidenstraße)
- Église Saint-Jean (Moabit)
- Église Saint-Paul (Wedding)